# Melle, Deux-Sèvres (fostă comună)

Melle este o comună în departamentul Deux-Sèvres, Franța. În 2009 avea o populație de 3,647 de locuitori.

## Monumente
- Biserica Sfântul Ilarie din Melle⁠(fr)[traduceți]